# Motor Lublin
Il Motor Lublin Spółka Akcyjna, meglio noto semplicemente come Motor Lublin e in italiano come Motor Lublino, è una società calcistica polacca con sede nella città di Lublino. Milita nell'Ekstraklasa, la massima divisione del campionato polacco di calcio.

## Storia

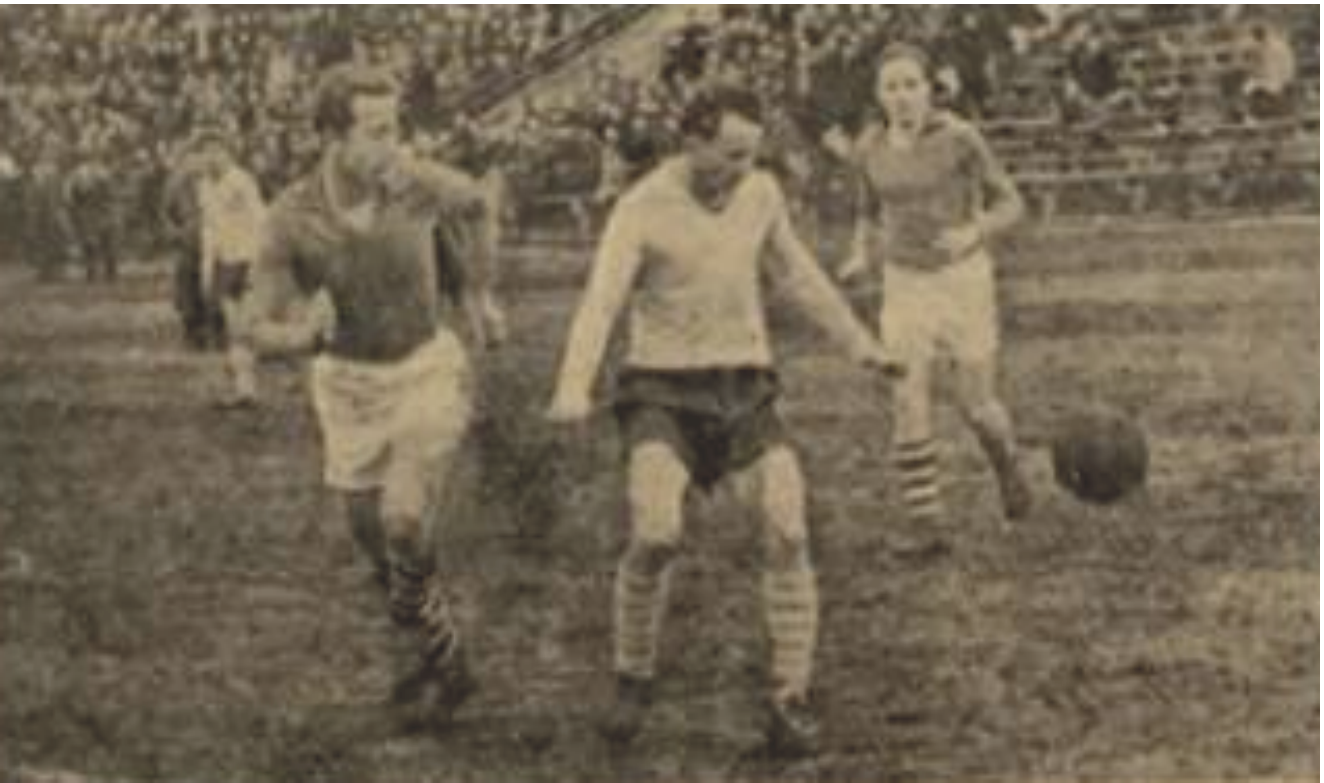
Azione di gioco del "derby di Lublino" tra Motor e Lublinianka del 1960.

Fondato nel dicembre 1950 con il nome di Stal Lublin da un gruppo di appassionati di calcio assieme al supporto della FSC Lublin Automotive Factory, per far fronte alla scomparsa del Metalowiec Lublin, il club inizia a giocare nelle leghe minori della piramide calcistica polacca.
Alla prima stagione il club vince la Class B, conquistando la promozione in Class A, che all'epoca corrispondeva alla quarta serie polacca,
Nel 1952 il club ottiene un'altra promozione e debutta nell'allora terza serie, la Lubelsko-Rzeszowska Klasa Miedzywojewodzka'', da cui viene tuttavia retrocesso immediatamente.
Nel 1955 i giallobiancoblù fanno ritorno in terza serie; mentre nel 1957 cambiano la propria denominazione sociale in Robotniczy Klub Sportowy Motor. Dopo aver sfiorato la promozione in I Liga nel 1961, tre anni dopo, nel 1964, la conquistano dopo aver battuto ai play-off i Włókniarz Łódz, Warszawianka, Mazur Ełk and Warmia Olsztyn. Tuttavia, a causa della presenza in rosa di un calciatore non registrato due delle partite contro le squadre succitate vengono annullate e, di conseguenza, anche la loro promozione in seconda divisione.
Nella stagione 1964-1965, dopo una stagione combattuta con il CKS Czeladź, il club gioca una partita di spareggio contro gli stessi il 5 agosto 1965 a Łódź. Supportati da 7 000 spettatori, il Motor riesce a vincere 3-0 e conquistare la prima vera promozione in seconda serie.
Il club viene poi retrocesso nuovamente in terza serie dopo una sola stagione, per poi tornare in seconda serie nel 1968 e rimanervi fino alla stagione 1971-1972.
Nel corso degli anni settanta il Motor si rivela uno dei migliori club in seconda serie e nel 1979-1980 viene promosso per la prima volta in Ekstraklasa.
Nella prima stagione in massima serie il Motor si classifica al decimo posto, ottenendo la salvezza, mentre nella stagione successiva retrocede, per poi fare ritorno in I liga. Contestualmente alla retrocessione partecipa per la prima volta a una competizione europea, la Coppa Intertoto: inserito in un girone con Duisburg, Losanna e Lyngby, chiude il torneo al terzo posto nel proprio gruppo, totalizzando una sola vittoria in sei partite.

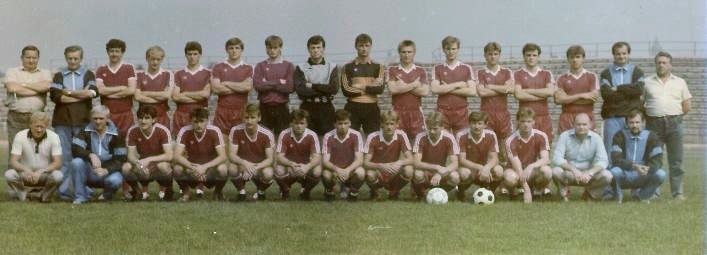
Una formazione del Motor nella stagione 1989-1990.

Dopo la retrocessione, la maggior parte dei giocatori resta a Lublino e, nella stagione 1982-1983, guidati da Lesław Ćmikiewicz, competono con il Resovia Rzeszów per la promozione, finendo per trovarsi allo scontro diretto con gli stessi con un solo punto di vantaggio, ma il 19 giugno 1983 il Motor si impone per 4-0 nello scontro diretto a Lublino, davanti a 30 000 spettatori, conquistando il ritorno in Ekstraklasa, dove rimane fino alla retrocessione nella stagione 1986-1987.
Il Motor torna in Ekstraklasa nell'agosto 1989, superando negli spareggi il Pogoń Stettino (2-3, 2-0). Rimane nella massima serie per tre stagioni, retrocedendo al termine della stagione 1991-1992.
Nel giugno 1996 il Motor scivola in Terza Divisione, subendo un'ulteriore retrocessione due anni più tardi in Quarta Divisione. Nel frattempo, per far fronte ai debiti, il club cambia denominazione in Lubelski Klub Piłkarski, nome mantenuto fino al 2001, quando assume la nuova denominazione di LKP Motor Lublin.
Nel 2007 il club torna in seconda divisione, giocandovi per tre stagioni successive, prima di retrocedere nuovamente nella stagione 2009-2010. Proprio in quest'ultima stagione, il club si ritrova ad avere problemi finanziari e per questo motivo, nell'aprile 2010, viene rilevato da una società per azioni fondata da un imprenditore locale assieme ad alcuni ex calciatori e allenatori del club, la Motor Lublin SA. Assieme al cambio di proprietà vienen annunciato un nuovo logo come simbolo di una rinnovata identità societaria.
Anche sotto la nuova dirigenza il club fatica a ottenere buoni risultati, finendo nuovamente in quarta divisione.
Nel settembre 2020, l'anno successivo al ritorno del club in terza divisione, Zbigniew Jakubas diventa l'azionista di maggioranza del Motor Lublin e, sotto la sua presidenza, tra il 2022 e il 2024, ottiene due promozioni consecutive che portano il club a competere nuovamente in Ekstraklasa.

## Organico

### Rosa 2024-2025
Aggiornata al 27 aprile 2025.
| N. |                        | Ruolo | Calciatore             |
| -- | ---------------------- | ----- | ---------------------- |
| 1  | Polonia (bandiera)     | P     | Kacper Rosa            |
| 3  | Belgio (bandiera)      | D     | Hervé Matthys          |
| 6  | Spagna (bandiera)      | C     | Sergi Samper           |
| 7  | Romania (bandiera)     | C     | Antonio Sefer          |
| 9  | Polonia (bandiera)     | A     | Kacper Wełniak         |
| 11 | Germania (bandiera)    | A     | Kaan Caliskaner        |
| 16 | Polonia (bandiera)     | C     | Franciszek Lewandowski |
| 17 | Polonia (bandiera)     | C     | Filip Wójcik           |
| 18 | Polonia (bandiera)     | D     | Arkadiusz Najemski     |
| 19 | Paesi Bassi (bandiera) | C     | Bradly van Hoeven      |
| 21 | Polonia (bandiera)     | A     | Jakub Łabojko          |
| 22 | Senegal (bandiera)     | C     | Christopher Simon      |
| 24 | Polonia (bandiera)     | D     | Filip Luberecki        |
| 26 | Polonia (bandiera)     | A     | Michał Król            |
| 28 | Polonia (bandiera)     | D     | Paweł Stolarski        |

| N. |                       | Ruolo | Calciatore               |
| -- | --------------------- | ----- | ------------------------ |
| 30 | Senegal (bandiera)    | A     | Mbaye Jacques Ndiaye     |
| 33 | Slovenia (bandiera)   | P     | Gašper Tratnik           |
| 37 | Francia (bandiera)    | C     | Mathieu Scalet           |
| 39 | Slovacchia (bandiera) | D     | Marek Bartoš             |
| 40 | Croazia (bandiera)    | P     | Ivan Brkić               |
| 42 | Polonia (bandiera)    | D     | Bright Ede               |
| 45 | Polonia (bandiera)    | P     | Oskar Jeż                |
| 47 | Polonia (bandiera)    | D     | Krystian Palacz          |
| 51 | Polonia (bandiera)    | P     | Igor Bartnik             |
| 55 | Polonia (bandiera)    | C     | Marcel Gąsior            |
| 68 | Polonia (bandiera)    | C     | Bartosz Wolski           |
| 74 | Polonia (bandiera)    | D     | Kamil Kruk               |
| 77 | Polonia (bandiera)    | C     | Piotr Ceglarz (capitano) |
| 90 | Slovacchia (bandiera) | A     | Samuel Mráz              |
| 97 | Francia (bandiera)    | A     | Jean-Kévin Augustin      |

## Palmarès

### Competizioni giovanili
- Campionato polacco Under-19: 1

1971